# جو چزاره کلمبو
جو کلمبو (به ایتالیایی: Joe Colombo)، متولد شده با نام چزاره کلمبو (به ایتالیایی: Cesare Colombo)؛ (زادۀ ۳۰ ژوئیهٔ ۱۹۳۰ میلادی – درگذشتۀ ۳۰ ژوئیهٔ ۱۹۷۱ میلادی) یک طراح صنعتی اهل ایتالیا بود.

## زندگی و حرفه
چزاره «جو» کلمبو تا سال ۱۹۴۹ میلادی در آکادمی هنرهای زیبای بررا، آکادمی هنرهای زیبا، در میلان تحصیل کرد و پس از آن تا سال ۱۹۵۴ میلادی در رشتهٔ معماری در دانشگاه پلی‌تکنیک میلان تحصیل کرد.
در سال ۱۹۵۱ میلادی او به موویمنتو نوکلئوآره (جنبش هسته‌ای) که توسط سرجیو دانجلو و انریکو بای تأسیس شده بود، پیوست. چهار سال بعدی، کلمبو به عنوان نقاش و مجسمه‌ساز اکسپرسیونیسم انتزاعی فعال بود و آثار خود را با دیگر اعضاء در میلان، تورین، ورویه، ونیز و بروکسل به نمایش گذاشت.
در سال ۱۹۵۵ میلادی کلمبو به گروه هنر بتن پیوست، اما نقاشی را برای ارتقای حرفهٔ طراحی خود رها کرد. قبل از اینکه در نمایشگاهی برای دهمین تری‌یناله سال ۱۹۵۴ میلادی همکاری کند و طرح‌های سرامیکی یک نشست بین‌المللی در آلبیسولا را مستند کرد. کلمبو برای ارائۀ خود، به عنوان مثال، سه نشیمن فضای خارجی ایجاد کرد که با نمایش تلویزیونی «زیارتگاه مانند» ترکیب شدند.
در سال ۱۹۵۹ میلادی، کلمبو مجبور شد شرکت خانوادگی خود که تولیدکنندۀ لوازم برقی بود را در اختیار بگیرد و شروع به آزمایش با فناوری‌های جدید ساخت و تولید کرد. در سال ۱۹۶۲ میلادی کلمبو پروژه‌های طراحی داخلی و معماری خود را که بیشتر برای اقامتگاه‌ها و اسکی بود افتتاح کرد.
کلمبو محصولاتی را برای اولوچه، کارتل، بیفه، آلسی، فلکس‌فرم و بوفی طراحی کرد.
کلمبو در سال ۱۹۷۱ میلادی در تولد ۴۱ سالگی خود درگذشت.

## کارهای اصلی

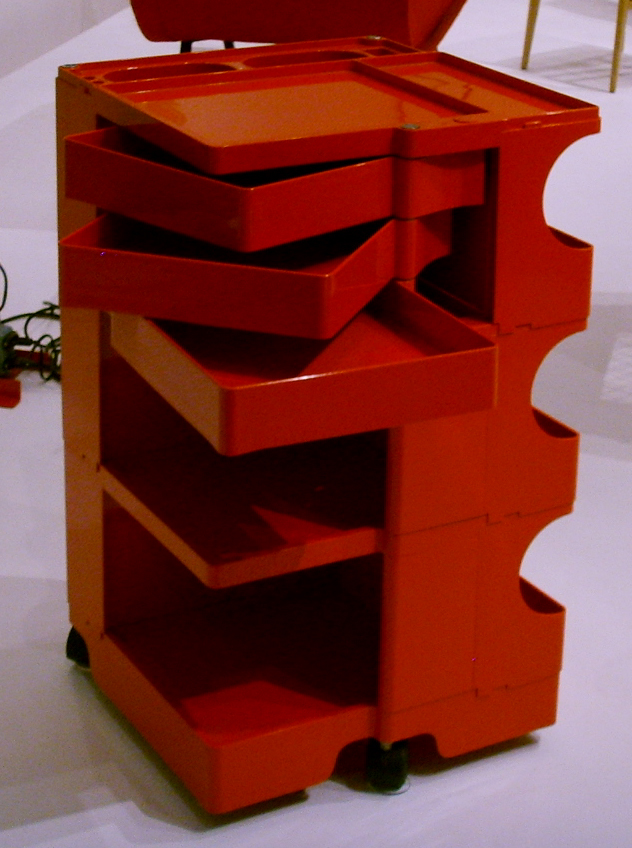
جو کلمبو، سیستم ذخیره‌سازی قابل حمل، ۱۹۶۹ میلادی، موزهٔ هنر مدرن (نیویورک)

کلمبو به همراه برادرش جیانی ایدهٔ چراغ‌های منشوری، مانند چراغ آکریلیکا (۱۹۶۲ میلادی) را توسعه داد. اولین طرح او برای کارتل، صندلی شمارهٔ ۴۸۰۱ (۱۹۶۷–۱۹۶۳ میلادی) بود که از سه عنصر تخته چندلای مونتاژ شده تشکیل شده بود. المان‌های سیال صندلی او پیش-آزمایشی از طرح‌های پلاستیکی بعدی‌اش بود، مانند صندلی اونیورساله شمارهٔ ۴۸۶۰ (۱۹۶۷–۱۹۶۵ میلادی)، که اولین صندلی برای بزرگسالان بود که از پلاستیک ای‌بی‌اس ساخته شده بود.
علاوه بر این، کلمبو طرح‌های نوآورانه‌ای برای مبلمان، چراغ‌ها، شیشه‌ها، دستگیره‌های در، لوله‌ها، ساعت‌های زنگ دار و ساعت‌های مچی تولید کرد. او دوربین حرفه‌ای ترای‌سیستم (۱۹۶۹ میلادی)، تهویهٔ مطبوع کندی (۱۹۷۰ میلادی)، ظروف غذاخوری برای آلیتالیا (۱۹۷۰؛ هنوز در حال استفاده) و همچنین میز چاپ ارگونومیک و موتوردار را ساخت.
کلمبو از ابتدای کار خود بیشتر به سیستم‌های زنده علاقه‌مند بود. حمل‌کنندهٔ مدولار اولیهٔ او کومبی-سنتر در سال ۱۹۶۳ میلادی نمونه‌ای برای آن است. این ترجیح برای سیستم‌های مبلمان منجر به طراحی‌هایی مانند سیستم زندگی افزوده (۱۹۶۸–۱۹۶۷ میلادی) و صندلی‌های لوله (۱۹۷۰–۱۹۶۹ میلادی) و مالتی (۱۹۷۰ میلادی) شد که می‌توانستند در موقعیت‌های مختلف مونتاژ شوند تا تعداد زیادی موقعیت نشستن را بدست آورند. آن‌ها منعکس کنندهٔ هدف اصلی کلمبو، «تغییرپذیری» هستند.
طرح‌های آینده‌نگر او، جهان‌های کوچک زیستی یکپارچه بودند. ویژنا-اتاق‌نشیمن آینده او در نمایشگاه ویژنا در سال ۱۹۶۹ میلادی به نمایش گذاشته شد. این اتاق شامل فضاهای داخلی «باربلا-مانند» بود که در آن مبلمان به عناصر ساختاری و ویچه ورسا (برعکس) تبدیل شدند. مبلمان سنتی با عناصر کاربردی مانند مکعب‌های نشسته نایت-سِل و سنترال-لیوینگ و همچنین کیچن-باکس جایگزین شد تا فضاهای زندگی پویا و چند منظوره ایجاد شوند. کیچن-باکس (۱۹۶۳ میلادی)، بر روی چرخ و با ابعاد ۷۵x۷۵x۹۰ سانتی‌متر، حاوی اجاق گاز دو شعله، فِر، کباب‌پز، یخچال، تختۀ برش، میز کار بیرون‌کش و قفسه‌هایی برای کتاب‌های آشپزی، چاقو و سایر ابزارها، که اخیراً دوباره با ابعادی کمی بزرگ‌تر (۹۶ [ارتفاع] در ۱۰۷ در ۶۵ سانتی‌متر)، توسط شرکت بوفی تولید شده‌ است.
کلمبو برای آپارتمان خود واحدهای روتو-لیوینگ و کابریولت-بِد (هر دو در سال ۱۹۶۹ میلادی) را طراحی کرد و به دنبال آن کل واحد مبله که در نمایشگاه ایتالیا: چشم‌انداز داخلی در موزهٔ هنر مدرن نیویورک در سال ۱۹۷۲ میلادی ارائه شد. یک «لیوینگ-ماشین» کامل، شامل آشپزخانه، کمد، حمام، و محل خواب را تنها در ۲۸ متر مربع ارائه کرد.
- صندلی الدا (۱۹۶۳ میلادی)
- صندلی بریلیو (۱۹۷۱ میلادی)
- چراغ توپو (۱۹۷۰ میلادی)

## نمایشگاه‌ها
آثار او در موزه‌های طراحی متعدد، از جمله موزۀ هنر مدرن، نیویورک به نمایش گذاشته شده‌ است.

## جوایز
در سال ۱۹۶۴ میلادی، کلمبو جایزۀ این-آرک را برای ایدهٔ اتاقش از هتلی در ساردینیا (۱۹۶۴–۱۹۶۲ میلادی) دریافت کرد. در سال‌های ۱۹۶۷ و ۱۹۶۸ میلادی جایزهٔ ای‌دی‌آی (انجمن طراحی صنعتی) به او اهداء شد. در سال ۱۹۷۰ میلادی جایزهٔ پرگار طلا را دریافت کرد.

## نگارخانه

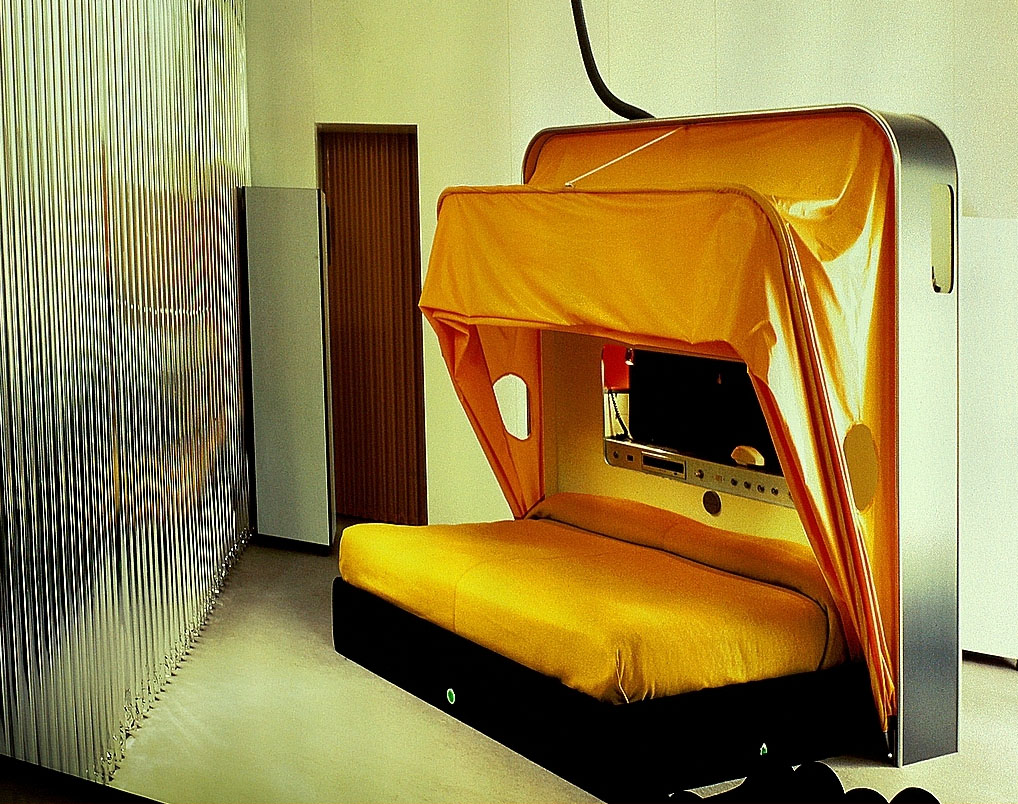
کابریولت-بِد (۱۹۶۹ میلادی)
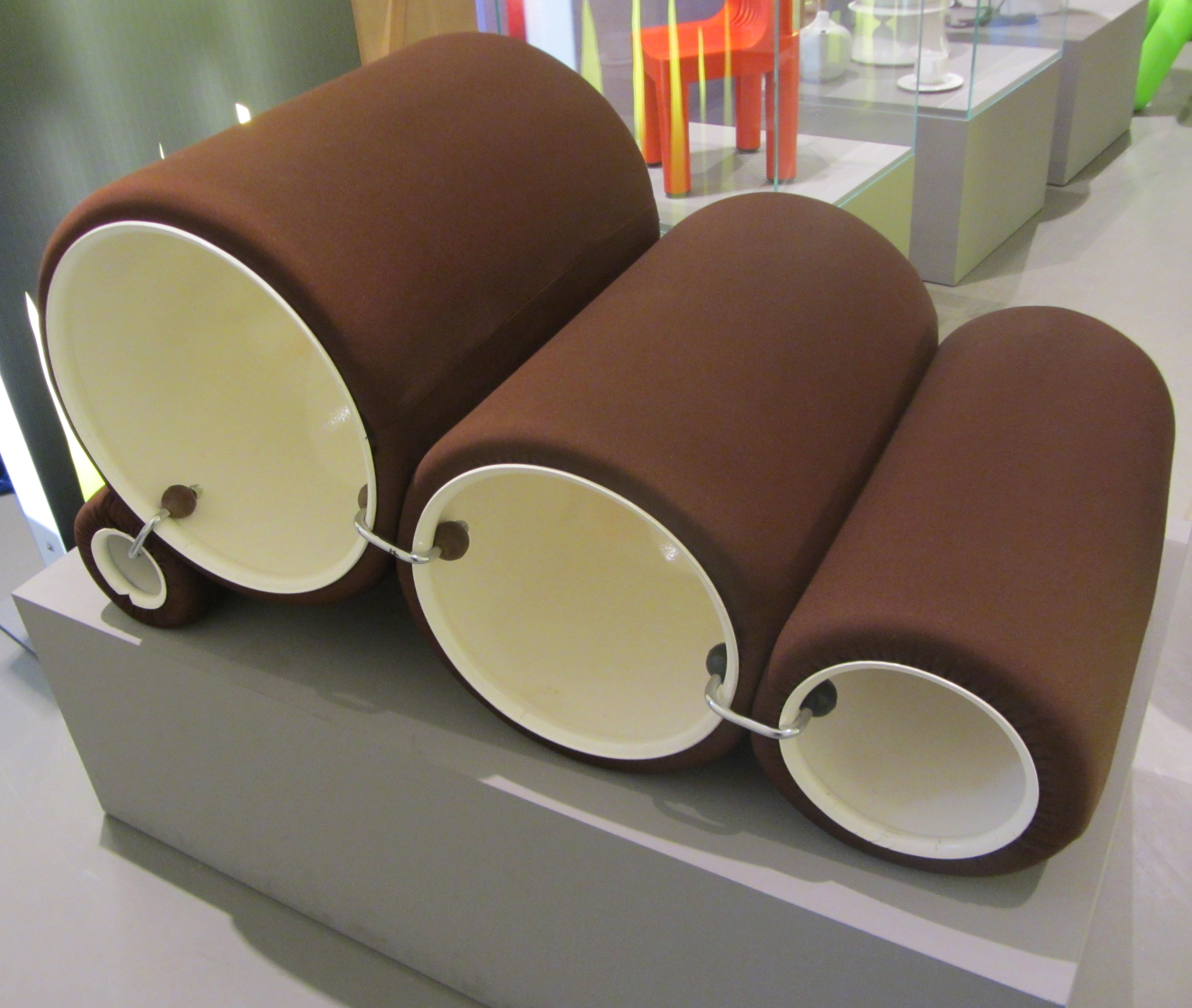
صندلی بریلیو (۱۹۷۱ میلادی)
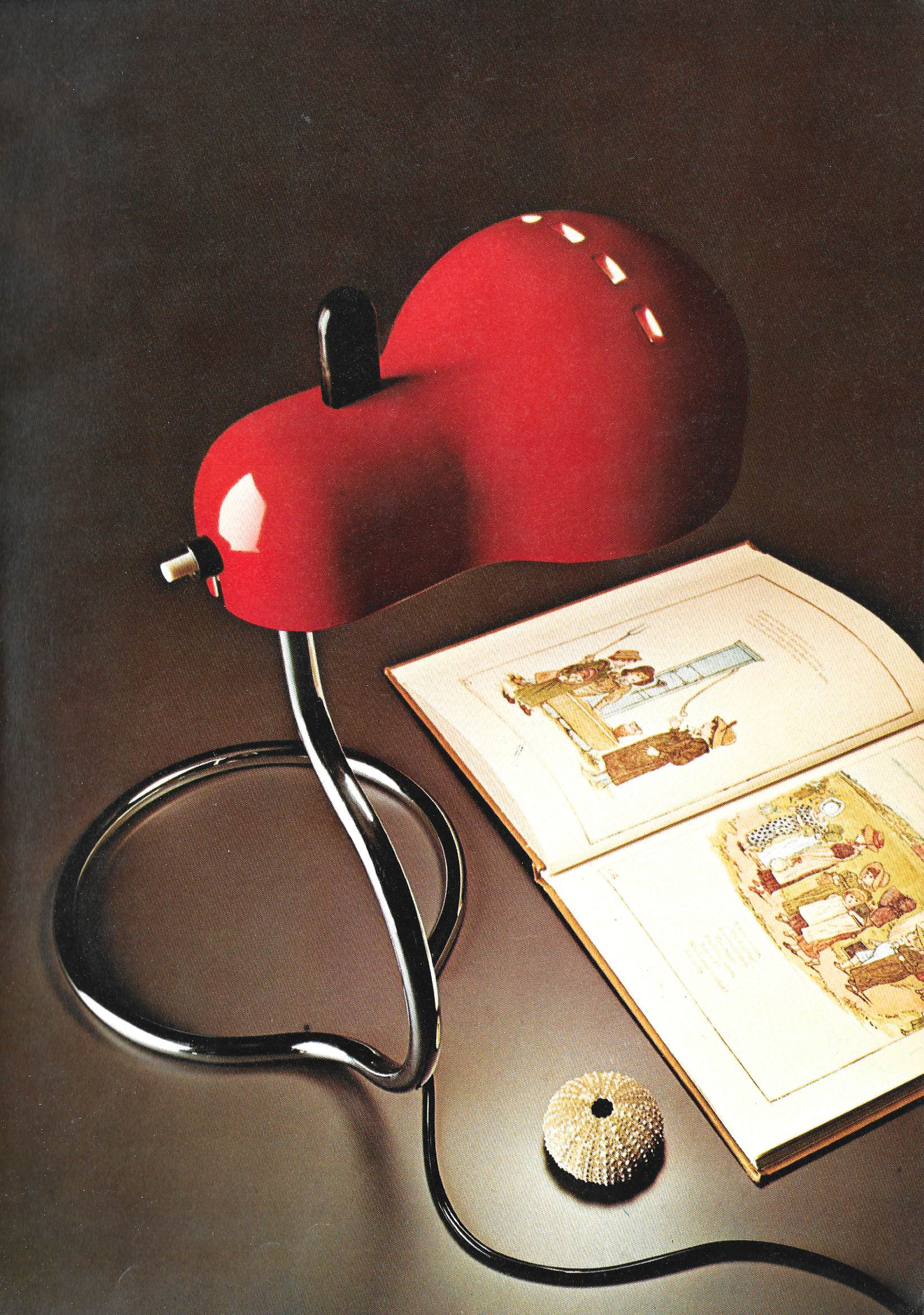
چراغ توپو (۱۹۷۰ میلادی)
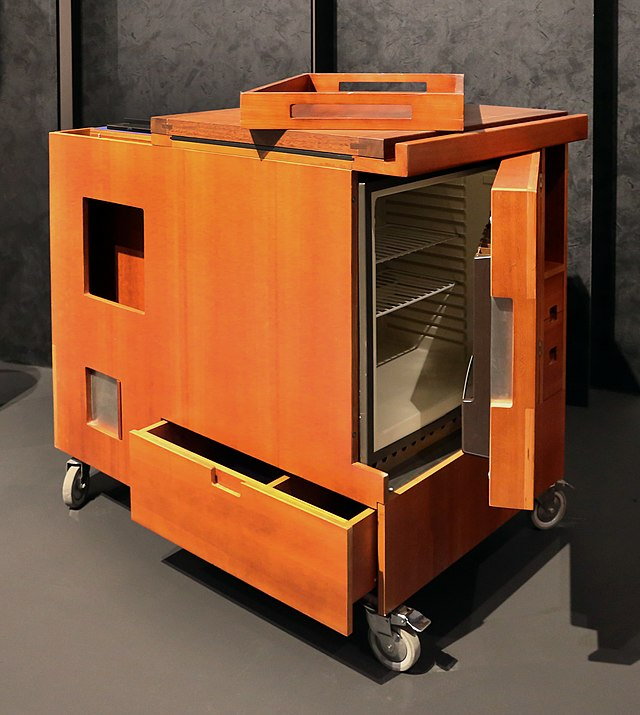
کیچن-باکس (۱۹۶۳ میلادی)
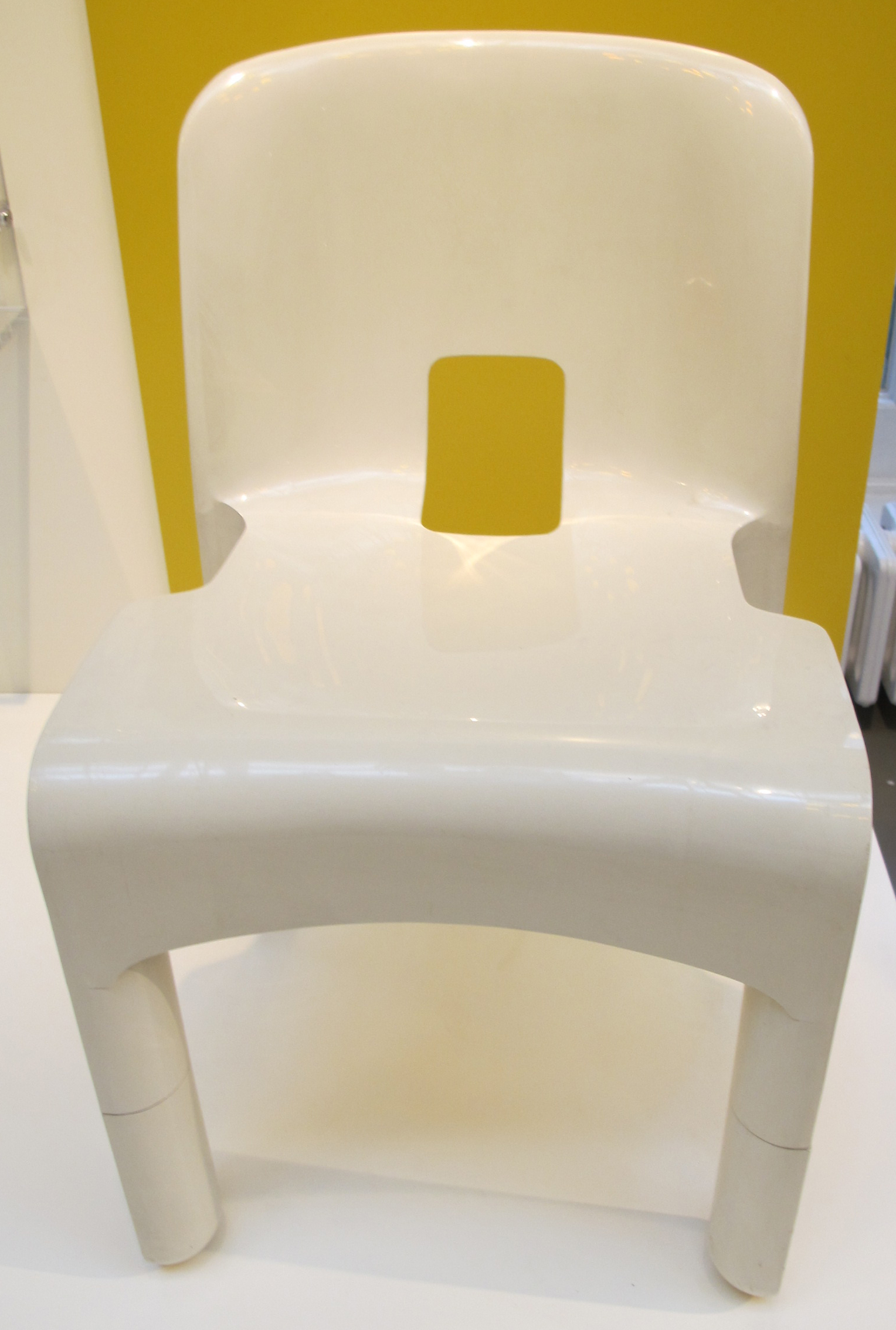
صندلی اونیورساله شمارهٔ ۴۸۶۰ (۱۹۶۵ میلادی)